# Suspects (RTL)
Suspects is een Nederlandse politieserie. De serie speelt zich af in Amsterdam, en ging op 12 maart 2017 in première op RTL 4. De eerste aflevering trok 711.000 kijkers, de overige 7 afleveringen werden uitgezonden door Videoland. De serie is een remake van de gelijknamige Britse televisieserie.

## Afleveringen

### Seizoen 1
Seizoen 1 bestaat uit 8 afleveringen.
| Afl. | Titel            | Uitzenddatum  | Zender    |
| ---- | ---------------- | ------------- | --------- |
| 1    | Vermiste peuter  | 12 maart 2017 | RTL 4     |
| 2    | Serieverkrachter | 12 maart 2017 | Videoland |
| 3    | Ontvoering       | 19 maart 2017 | Videoland |
| 4    | Makkelijke prooi | 19 maart 2017 | Videoland |
| 5    | Dubbele moord    | 26 maart 2017 | Videoland |
| 6    | Dodelijke drugs  | 26 maart 2017 | Videoland |
| 7    | Seriemoordenaar  | 2 april 2017  | Videoland |
| 8    | Gevangenen       | 2 april 2017  | Videoland |

### Seizoen 2
Seizoen 2 bestaat uit 5 afleveringen.
| Afl. | Titel                 | Uitzenddatum | Zender    |
| ---- | --------------------- | ------------ | --------- |
| 1    | Dubbel leven (Deel 1) | 5 April 2018 | Videoland |
| 2    | Dubbel leven (Deel 2) | 5 April 2018 | Videoland |
| 3    | Missie Mali           | 5 April 2018 | Videoland |
| 4    | Pedofiel (Deel 1)     | 5 April 2018 | Videoland |
| 5    | Pedofiel (Deel 2)     | 5 April 2018 | Videoland |

## Rolverdeling
Legenda
| Acteur                          | Personage          | Seizoen | Seizoen | Seizoen |
| Acteur                          | Personage          | 1       | 2       |         |
| ------------------------------- | ------------------ | ------- | ------- | ------- |
| Carly Wijs                      | Susan Vlaanderen   | 8 afl.  | 5 afl.  | 5 afl.  |
| Jeroen Spitzenberger            | Daan de Ridder     | 8 afl.  | 5 afl.  | 5 afl.  |
| Britte Lagcher                  | Liv Scholten       | 8 afl.  | 5 afl.  | 5 afl.  |
| Marc Bosch                      | Politieagent       | 8 afl.  |         |         |
| Don Alphonso                    | Politieagent       | 5 afl.  |         |         |
| Roeland Fernhout                | Stijn Huistra      |         | 2 afl.  | 2 afl.  |
| Gaite Jansen                    | Tessa Boot         |         | 2 afl.  | 2 afl.  |
| Gijs Blom                       | Noud Torenaar      |         | 2 afl.  | 2 afl.  |
| Carine Crutzen                  | Talitha Scheffers  |         | 2 afl.  | 2 afl.  |
| Georgina Verbaan                | Sofie Teurlings    | 1 afl.  |         |         |
| Loes Haverkort                  | Sacha Meinders     |         | 1 afl.  | 1 afl.  |
| Sander Jan Klerk                | Advocaat Wetzels   |         | 1 afl.  | 1 afl.  |
| Nils Verkooijen                 | Robbie Hoogland    | 1 afl.  |         |         |
| Kay Greidanus                   | Duuk van Rossum    |         | 1 afl.  | 1 afl.  |
| Hugo Haenen                     | André Vos          | 1 afl.  |         |         |
| Melody Klaver                   | Kyra Brouwers      |         | 1 afl.  | 1 afl.  |
| Dragan Bakema                   | Bert Harmeling     | 1 afl.  |         |         |
| Katja Herbers                   | Kathelijne Wetzels |         | 1 afl.  | 1 afl.  |
| Ricky Koole                     | Dana Akkerman      | 1 afl.  |         |         |
| Stefanie van Leersum            | Roos Brouwers      |         | 1 afl.  | 1 afl.  |
| Mark Rietman                    | Wilbert Akkerman   | 1 afl.  |         |         |
| Reinout Bussemaker              | Evert Scheffers    |         | 1 afl.  | 1 afl.  |
| Raymond Thiry                   | Gé Zonderhuis      | 1 afl.  |         |         |
| Waldemar Torenstra              | Willem Keijzer     |         | 1 afl.  | 1 afl.  |
| Sabri Saad El Hamus             | Hans Valkenburg    | 1 afl.  |         |         |
| Vincent van der Valk            | Joris Kruiswijk    |         | 1 afl.  | 1 afl.  |
| Cees Geel                       | David Boomsma      | 1 afl.  |         |         |
| Victor Reinier                  | Steven Groothuis   | 1 afl.  |         |         |
| Juda Goslinga                   | Herman Verbeek     |         | 1 afl.  | 1 afl.  |
| Robert de Hoog                  | Max van Loon       | 1 afl.  |         |         |
| Matthijs van de Sande Bakhuyzen | Wout van Laarhoven |         | 1 afl.  | 1 afl.  |
| Ferdi Stofmeel                  | Jasper van Loon    | 1 afl.  |         |         |
| Mads Wittermans                 | Sander Heerlo      | 1 afl.  |         |         |
| Martijn Fischer                 | Ron Stokman        | 1 afl.  |         |         |
| Oscar Aerts                     | Mark Smits         |         | 1 afl.  | 1 afl.  |
| Huub Smit                       | Stan Vermeulen     | 1 afl.  |         |         |
| John Leddy                      | Albert Denekamp    |         | 1 afl.  | 1 afl.  |
| Sol Vinken                      | Luuk Stokman       | 1 afl.  |         |         |
| Mitchell Havelaar               | Patrick Verbeek    |         | 1 afl.  | 1 afl.  |
| Leonid Vlasov                   | Marek Wojnar       | 1 afl.  |         |         |
| Ali Ben Horsting                | Ronald Westra      | 1 afl.  |         |         |
| Lobke de Boer                   | Mirjam Pasveer     | 1 afl.  |         |         |
| Teun Kuilboer                   | Bart Noordijk      | 1 afl.  |         |         |
| Hannah van Lunteren             | Liska Vermeulen    | 1 afl.  |         |         |
| Dimme Treurniet                 | Niek Jansen        | 1 afl.  |         |         |
| Julia Nauta                     | Jozefien Waterberg | 1 afl.  |         |         |